# Небойша Калуджерович
Небойша Калуджерович (чорн. Nebojša Kaluđerović; нар. 17 грудня 1955, Никшич) — чорногорський політик і дипломат.
У лютому 2013 року призначений Національним координатором Уряду Чорногорії з питань НАТО, радник Прем'єр-міністра із закордонних справ. З липня по грудень 2012 року він був Міністром закордонних справ і європейської інтеграції Чорногорії, перед тим два роки був державним секретарем з політичних питань у Міністерстві закордонних справ і європейської інтеграції Чорногорії. Він працював на посадах глави Кабінету Президента Республіки Чорногорії (2003–2004) та керівника кабінету Прем'єр-міністра (2002–2003) і помічника Міністра закордонних справ з питань багатосторонніх відносин (2000–2002).
У своїй багаторічній дипломатичній кар'єрі, Небойша Калуджерович був Постійним представником Чорногорії (2006–2010), Сербії та Чорногорії (2004–2006) в Організації Об'єднаних Націй, послом Чорногорії на Кубі і в Коста-Риці (2007–2010), а також дипломатичним представником СФРЮ у декількох країнах та економічних місіях.
Закінчив юридичний факультет Белградського університету (1977). Він володіє англійською і російською мовами.
31 березня 2007 отримав Орден князя Данила I від Ніколи Петровича-Негоша.